# Larisa Voloh
Larisa Voloh (n. 1 martie 1972) este o juristă din Republica Moldova, deputat în legislatura 2021-2025 a Parlamentului Republicii Moldova, reprezentantă a Partidului Acțiune și Solidaritate (PAS).

## Biografie
Voloh a fost profesoară, iar în perioada 2002-2007 directoare adjunctă, la Gimnaziul teatral „Ion Luca Caragiale” din Chișinău.

### Activitate politică
A fost primară a satului Palanca din raionul Ștefan Vodă timp de 14 ani, începând cu 2007. În 2020 a devenit vicepreședinta organizației teritoriale a PAS din Ștefan Vodă.
A candidat cu numărul 13 pe lista Partidului Acțiune și Solidaritate la alegerile parlamentare din 2021 și a acces în parlament.
Larisa Voloh este președinta Comisiei administrație publică și dezvoltare regională din Parlamentul Republicii Moldova. A fost inițiatoarea proiectului de lege care a atribuit comunei Stăuceni statutul de oraș.